# Dario Mariuzzo
Dario Mariuzzo, né le 28 décembre 1961 à San Donà di Piave (Vénétie), est un coureur cycliste italien, professionnel de 1983 à 1993. Par la suite, il devient directeur sportif, notamment au sein de l'équipe Liquigas.

## Biographie
Né en 1961 à San Donà di Piave dans la province de Venise, Dario Mariuzzo court en amateur en 1980 avec la SC La Nuova Baggio, puis passe en 1982 à la SC La Nuova Corbettese, avec qui il remporte le Circuito Molinese, le Mémorial Luigi Pastore et une étape du Tour d'Italie amateurs.
En 1983, il devient professionnel dans l'équipe Sammontana-Campagnolo, avec laquelle il participe à son premier Tour d'Italie en 1984 et à son premier Milan-San Remo la même année, qu'il termine respectivement aux 106e et 61e places. Toujours en 1984, il se classe deuxième du Grand Prix de l'industrie et du commerce de Prato, derrière Pierino Gavazzi.
En 1985, il poursuit sa carrière chez Sammontana-Bianchi, né de la fusion de son équipe précédente avec Bianchi-Piaggio. En deux saisons, il se classe 112e et 105e au Tour d'Italie 1985 et 1986 , et 85e et 75e au Milan-San Remo 1985 et 1986. Avec le changement de sponsor, son équipe devient Gewiss-Bianchi et Mariuzzo participe au Tour d'Italie 1987 (115e) et 1989 (abandon) et au Tour d'Espagne 1987 (également contraint à l'abandon).
Passé dans la formation Ariostea en 1990, il termine en 1991 66e du Tour des Flandres et troisième du Tour de Campanie. Il conclut sa carrière en 1993, à l'âge de 32 ans, après deux saisons chez Jolly Componibili, avec deux autres participations au Giro (139e en 1992 et abandon en 1993  et deux à Milan-Sanremo (86e en 1992 et 150e en 1993).
Après la fin de sa carrière, il assume le rôle de directeur sportif, d'abord, pendant un an seulement, chez Jolly Componibili, puis chez Aki (une saison et demie), à Roslotto-ZG Mobili avec son compatriote Moreno Argentin,  chez Ballan pendant deux ans, chez Alessio pour quatre saisons puis à Liquigas.

## Palmarès
- 1980
  - Gran Premio Fonderia Gioia
- 1982
  - Mémorial Luigi Pastore
  - Coppa Gaggiano
  - 2e étape du Tour d'Italie amateurs
  - Circuito Molinese
- 1984
  - 2e du Grand Prix de Prato
- 1991
  - 3e du Tour de Campanie

## Résultats sur les grands tours

### Tour d'Italie
7 participations
- 1984 : 106e
- 1985 : 112e
- 1986 : 105e
- 1987 : 115e
- 1989 : abandon (14e étape)
- 1992 : 139e
- 1993 : abandon

### Tour d'Espagne
1 participation
- 1987 : non-partant (15e étape)